# Rosawa
Rosawa (ukr. Росава) – rzeka na Ukrainie, lewy dopływ Rosi.
Płynie przez Wyżynę Naddnieprzańską, jej długość wynosi 90 km, a powierzchnia dorzecza – 1720 km².